# Manchester, Quận Jackson, Wisconsin
Manchester là một thị trấn thuộc quận Jackson, tiểu bang Wisconsin, Hoa Kỳ. Năm 2010, dân số của thị trấn này là 655 người.